# Зґнілоблоти
Зґнілоблоти (пол. Zgniłobłoty, нім. Königsmoor) — село в Польщі, у гміні Боброво Бродницького повіту Куявсько-Поморського воєводства.
Населення — 426 осіб (2011).
У 1975-1998 роках село належало до Торунського воєводства.

## Демографія
Демографічна структура станом на 31 березня 2011 року:
|          | Загалом | Допрацездатний вік | Працездатний вік | Постпрацездатний вік |
| -------- | ------- | ------------------ | ---------------- | -------------------- |
| Чоловіки | 209     | 52                 | 143              | 14                   |
| Жінки    | 217     | 57                 | 121              | 39                   |
| Разом    | 426     | 109                | 264              | 53                   |